# Supremacy
Pour les articles homonymes, voir Supremacy (homonymie).
Singles de Muse
Follow Me
(2012) Panic Station
(2013)
Pistes de The 2nd Law
Madness
(2)
Supremacy est une chanson et le morceau d’ouverture de l’album The 2nd Law publié le 28 septembre 2012, du groupe britannique Muse. Il s'agit du quatrième single de l'album, et le 30e du groupe, publié le 25 février 2013.

## Production
En mars 2012, une photo est publiée sur Internet, visiblement contre la volonté de Muse. Il s'agit de la partition de trompette du morceau. On peut ainsi y lire le titre du morceau Supremacy sur le haut de la page. La partition a été reconstituée par un fan peu de temps après. Il est donc désormais possible d'écouter ce passage très sommaire. Quelques jours plus tard, le 30 mars 2012, paraît un extrait de 33 secondes du morceau qui se présente comme une « fuite » issue du studio et se dit comme « le nouveau single de Muse. » Il s'agissait en fait d'un poisson d'avril orchestré par des fans italiens. Le groupe ne réagit pas à ce canular[réf. nécessaire].
La sonorité du morceau s’apparente à la chanson Kashmir de Led Zeppelin,. Sans structure musicale classique, Supremacy semble offrir une vision « chaotique » de la musique à l'image d'un des thèmes de l'album : l'entropie. « Supremacy voit le groupe atteindre un niveau absurde » déclare Matthew Bellamy. 
Le clip vidéo met en scène des surfeurs maquillés en black metalleux, surfant sur les plages de Los Angeles. Aucune information quant au thème de Supremacy n'est communiquée par le groupe.

## Titres
| 1. | Supremacy (Live from the BRITs 2013) | 4:47 |

| 1. | Supremacy (Radio Edit)    | 3:40 |
| 2. | Supremacy (Album Version) | 4:55 |

## Classements
| Classements (2013)                    | Meilleure position |
| ------------------------------------- | ------------------ |
| France (SNEP)                         | 84                 |
| Suisse (Schweizer Hitparade)          | 58                 |
| UK Rock (The Official Charts Company) | 2                  |